# Kohl Center
Das Kohl Center ist eine Mehrzweckhalle in der Stadt Madison des US-amerikanischen Bundesstaates Wisconsin. Sie bietet maximal 17.230 Plätze. Der Eigentümer ist die University of Wisconsin–Madison und wird vorwiegend von den Universitätsmannschaften der Wisconsin Badgers (Männer- und Frauen-Basketball sowie Männer-Eishockey) genutzt. Bis 2012 trat auch die Frauen-Eishockeymannschaft im Kohl Center an, zogen dann in die neugebaute LaBahn Arena mit 2.273 Plätze um.

## Geschichte
Vor dem Bau des Kohl Center spielten die Basketball-Mannschaften der UW-Madison im 1930 eröffneten Wisconsin Field House, während das Eishockeyteam im Dane County Coliseum ansässig war. Der Bau der neuen Sporthalle wurde durch eine Spende vom Senator von Wisconsin Herb Kohl (1935–2023) über 25 Millionen US-Dollar unterstützt. Kohl, der selbst an der UW-Madison studierte und 1956 seinen Bachelor machte und später das Einzelhandelsunternehmen Kohl’s leitete, leistete damit die größte Einzelspende in der Geschichte der Universität.
Der Baubeginn der Arena datiert auf den 7. September 1996. Am 17. Januar 1998 war die Einweihung des Kohl Center. Da kein Geld für einen neuen Videowürfel im Kohl Center eingeplant war; wurde die alte Anlage aus dem Wisconsin Field House installiert. Erst 2005 erhielt der Bau eine neue Videoanzeigetafel unter dem Hallendach. Zu dieser Zeit kamen auch eine Bar und Restaurant im Unterrang und LED-Werbebanden umlaufend am Oberrang hinzu. 2006 richtete man ein zweites Sportler-Akademie-Zentrum im unteren Teil der Halle eingerichtet. 2008 erhielt das Kohl Center ein neues Basketball-Spielfeld.
Mit dem Bauprojekt der LaBahn Arena wurde als weiterer Teil das Kohl Center einer Renovierung unterzogen. Dazu gehörte unter anderem die Umgestaltung und Vergrößerung der Umkleidekabinen. Alle vier Kabinen wurden mit Lounges mit Großblidfernseher, einem Ess-Bereich sowie einem Videoraum ausgestattet. Des Weiteren wurde der medizinische Bereich saniert und mit Rehabilitationsbecken sowie Erholungswannen erweitert. Insgesamt betrugen die Kosten des Neubaus und der Renovierung insgesamt 27,9 Millionen US-Dollar.
Im Foyer des Vordereingangs ist eine Skulptur von Glaskünstler Dale Chihuly angebracht. Das Kunstwerk trägt den Namen Mendota Wall.

## Veranstaltungen
Zu den Sportveranstaltungen der Universität finden u. a. Konzerte, Eisshows, Karrieremessen, politische Versammlungen und Kongresse statt. Jährlich wird im Kohl Center das Marching-Band-Konzert Varsity Band Spring Concert veranstaltet.
Am 12. Februar 2008 war der damalige Senator von Illinois und Präsidentschaftskandidat Barack Obama im Kohl Center vor über 18.400 Zuschauern zu Gast.

### Konzerte
- 1998: Aerosmith, Shania Twain, Neil Diamond, Phish
- 1999: Rod Stewart, Cher, ZZ Top
- 2000: Bob Dylan, Britney Spears, KISS, matchbox twenty, Tim McGraw & Faith Hill
- 2001: Sting, Annie Lennox, AC/DC, Bob Dylan, Wide Mouth Mason
- 2002: Emmylou Harris
- 2003: Elton John & Billy Joel, The Eagles, Bon Jovi
- 2004: Cheap Trick, Aerosmith, Fleetwood Mac
- 2005: Keith Urban, Bon Jovi, Kenny Chesney, Dave Matthews Band
- 2006: Foo Fighters, Bob Dylan, Kenny Chesney, Rascal Flatts
- 2008: Blue Man Group
- 2009: Billy Joel, Rascal Flatts

## Galerie

Fassade des Kohl Center
Basketball im Kohl Center
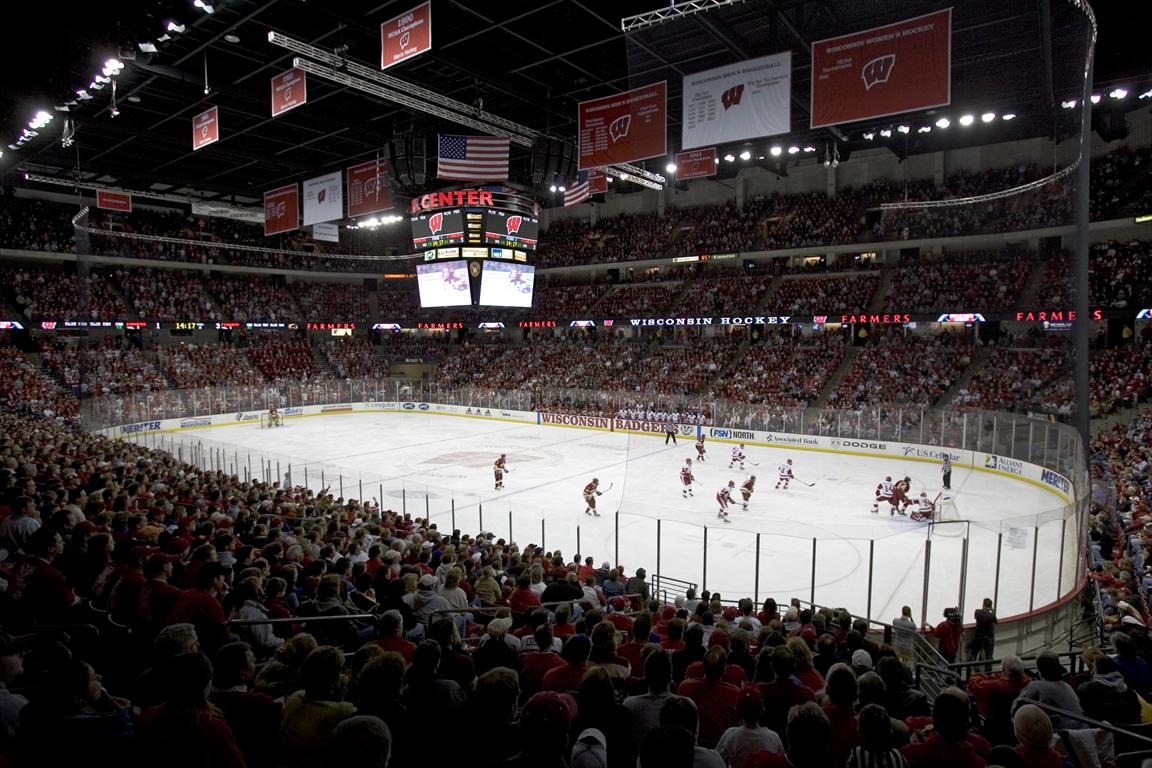
Eishockey im Kohl Center